# Espace métrique hyperbolique
En mathématiques, un espace métrique hyperbolique est un espace métrique satisfaisant des relations supplémentaires sur les distances ; cette notion, introduite par Mikhaïl Gromov, généralise les propriétés métriques de l'espace hyperbolique usuel, mais aussi celles de certains arbres. L'hyperbolicité est une propriété globale, qui intervient dans l'étude de certains groupes infinis, les  groupes hyperboliques.

## Définitions
On définit d'abord la notion d'espace {\displaystyle \delta }-hyperbolique ; un espace métrique est dit hyperbolique (au sens de Gromov) s'il est {\displaystyle \delta }-hyperbolique pour un certain {\displaystyle \delta \geq 0}.

### À l'aide du produit de Gromov
Soit {\displaystyle (X,d)} un espace métrique. Le produit de Gromov de deux points {\displaystyle y,z\in X} par rapport à un troisième {\displaystyle x\in X} est défini par la formule :
{\displaystyle (y,z)_{x}={\frac {1}{2}}\left(d(x,y)+d(x,z)-d(y,z)\right).}
On dit alors que {\displaystyle X} est {\displaystyle \delta }-hyperbolique si pour tout quadruplet {\displaystyle (x,y,z,w)\in X^{4}}, on a la condition {\displaystyle (x,z)_{w}\geq \min \left((x,y)_{w},(y,z)_{w}\right)-\delta } (si cette condition est vérifiée pour tous les  {\displaystyle x,y,z\in X} et un point  fixé {\displaystyle w_{0}}, elle l'est pour tous les quadruples avec une nouvelle constante {\displaystyle 2\delta } ; pour cette raison, on omet souvent l'indice {\displaystyle w} en écrivant cette condition).

### Avec des triangles
Si {\displaystyle X} est un espace de longueur, c'est-à-dire si deux points quelconques {\displaystyle x,y\in X} sont les extrémités d'un segment géodésique {\displaystyle [x,y]} (une image isométrique d'un intervalle {\displaystyle [a,b]} de {\displaystyle \mathbb {R} }), une définition équivalente n'utilise que les propriétés des triangles de  {\displaystyle X},,.
Soit {\displaystyle x,y,z\in X} ; un triangle géodésique de sommets {\displaystyle x,y,z} est la réunion de  trois segments géodésiques {\displaystyle [x,y],[y,z],[z,x]}. Si alors pour tout point {\displaystyle m\in [x,y]} il existe un point  {\displaystyle p\in [y,z]\cup [z,x]} tel que {\displaystyle d(m,p)\leq \delta }, et s'il en est de même pour les deux autres côtés, on dit que le triangle est  {\displaystyle \delta }-mince . Un espace de longueur est alors  {\displaystyle \delta }-hyperbolique  si tous ses triangles géodésiques sont {\displaystyle \delta }-minces ; cette définition est généralement attribuée à Eliyahu Rips.
Une autre définition utilise la notion de centre {\displaystyle C}-approximatif (ou {\displaystyle C}-centre) d'un triangle géodésique : il s'agit d'un point situé à une distance inférieure ou égale à {\displaystyle C} de tous les côtés du triangle. Un espace de longueur est {\displaystyle \delta }-hyperbolique si tout triangle géodésique possède un {\displaystyle \delta }-centre.
Ces deux définitions ne coïncident pas exactement, mais il existe un {\displaystyle k>1} tel qu'un espace {\displaystyle \delta }-hyperbolique au premier sens soit  {\displaystyle k\cdot \delta }-hyperbolique au second, et réciproquement ; la notion d'espace hyperbolique ne dépend donc pas de la définition choisie.

### Exemples
Le plan hyperbolique est un espace hyperbolique à ce sens ; en fait, le cercle inscrit d'un triangle géodésique (le plus grand cercle contenu dans le triangle) a un diamètre inférieur à celui d'un triangle idéal (dont tous les sommets sont à l'infini) et ceux-ci, tous isométriques entre eux, ont un cercle inscrit de rayon ln(3). Pour la même raison, le plan euclidien n'est pas hyperbolique, les cercles inscrits pouvant être de rayon arbitrairement grand.
Deux exemples « dégénérés » sont les espaces bornés, et la droite réelle (pour laquelle les triangles sont tous triviaux).
Les arbres sont les plus simples exemples d'espaces hyperboliques, et même 0-hyperboliques (tous les triangles sont homéomorphes à des tripodes, c'est-à-dire qu'il existe un point commun à leurs trois côtés).
Le 1-squelette d'une triangulation du plan  {\displaystyle \mathbb {R} ^{2}} est hyperbolique si chaque sommet est de degré au moins égal à 7.

### Hyperbolicité et courbure
Le plan hyperbolique de courbure de Gauss égale à -1 est 2-hyperbolique. Si on multiplie les distances d'un espace {\displaystyle \delta }-hyperbolique  par un facteur {\displaystyle \lambda >0}, on obtient un espace {\displaystyle \lambda \cdot \delta }-hyperbolique ; la courbure est divisée par {\displaystyle \lambda } et on voit que « plus un espace est courbé, plus  sa constante d'hyperbolicité {\displaystyle \delta } est petite ».
Le même résultat est vrai dans les espaces CAT de courbure négative. Toutefois, la courbure est une propriété essentiellement locale, alors que l'hyperbolicité ne « voit » pas ce qui se passe dans une région bornée : la réunion d'un espace hyperbolique et d'un compact reste hyperbolique, alors que la courbure peut changer de signe par endroits.

## Propriétés

### Invariance par quasi-isométries
Une façon de préciser le sens de « propriété globale » est de demander qu'elle soit invariante par quasi-isométrie (en), c'est-à-dire par applications respectant les distances à transformation affine près. C'est vrai en particulier de l'hyperbolicité : si un espace de longueur {\displaystyle Y} est quasi-isométrique à un espace {\displaystyle \delta }-hyperbolique {\displaystyle X}, il existe {\displaystyle \delta '} tel que {\displaystyle Y} soit {\displaystyle \delta '}-hyperbolique.

### Arbres d'approximation dans un espace hyperbolique
La définition par le produit de Gromov revient à dire que les relations métriques entre quatre points quelconques sont les mêmes qu'elles le seraient dans un arbre, à la constante additive {\displaystyle \delta } près. Plus généralement, tout sous-ensemble fini d'un espace hyperbolique ressemble à un arbre fini : si  {\displaystyle x_{1},\ldots ,x_{n}} sont des points d'un espace {\displaystyle \delta }-hyperbolique {\displaystyle X}, il existe un arbre fini {\displaystyle T} et un plongement {\displaystyle f:T\to X} tel que {\displaystyle x_{i}\in f(T)} pour tous les {\displaystyle i=1,\ldots ,n}, et {\displaystyle \forall i,j:d(f^{-1}(x_{i}),f^{-1}(x_{j}))\leq d(x_{i},x_{j})\leq d(f^{-1}(x_{i}),f^{-1}(x_{j}))+C}, où {\displaystyle C} est une constante qu'on peut prendre égale à  {\displaystyle \delta \cdot h(n)} avec {\displaystyle h(n)=O(\log n)}, cette valeur étant la meilleure possible. Ce résultat a pour conséquence que si l’on se déplace aléatoirement en ligne brisée dans un espace hyperbolique, on ne peut le plus souvent faire beaucoup mieux, pour retourner à son point de départ, que de revenir sur ses pas.

### Croissance exponentielle des distances et inégalités isopérimétriques
Dans tout espace hyperbolique {\displaystyle X}, on a la propriété suivante  :

Il existe des constantes  {\displaystyle \mu ,K>0} telles que pour tous les {\displaystyle p,x,y\in X} avec {\displaystyle d(p,x)=d(p,y)=:r}, tout chemin {\displaystyle \alpha } reliant {\displaystyle x} à {\displaystyle y} et restant à une distance  {\displaystyle >r} de {\displaystyle p} est de longueur au moins {\displaystyle e^{\mu \cdot d(x,y)}-K}.
De façon non rigoureuse, cela signifie que le périmètre d'un « cercle » de rayon {\displaystyle r} grandit exponentiellement avec {\displaystyle r}. Ce résultat rappelle le théorème isopérimétrique dans le plan euclidien ; le résultat suivant est plus précis :

Soit {\displaystyle X} un complexe cellulaire de dimension 2 dont le 1-squelette est hyperbolique, et tel que la frontière  de toute 2-cellule  contienne au plus {\displaystyle C} 1-cellules ({\displaystyle C} étant une constante ne dépendant que de {\displaystyle X}). Alors il existe une constant {\displaystyle \lambda >0} telle que pour tout sous-complexe fini {\displaystyle Y\subset X}, on a {\displaystyle \operatorname {aire} (Y)\leq \lambda \cdot \operatorname {longueur(\partial Y)} }.
L'aire d'un 2-complexe est le nombre de ses 2-cellules, et la longueur d'un 1-complexe est le nombre de ses 1-cellules. Cet énoncé  est une inégalité isopérimétrique linéaire ; l'existence d'une telle inégalité caractérise les espaces hyperboliques au sens de Gromov. Ces inégalités furent découvertes en s'inspirant  de conditions venues de la théorie combinatoire des groupes.

### Sous-espaces quasi-convexes
Un sous-espace {\displaystyle Y} d'un espace de longueur {\displaystyle X} est dit quasi-convexe s'il existe une constante {\displaystyle C} telle que toute géodésique de {\displaystyle X} entre deux points de {\displaystyle Y} reste à une distance  de {\displaystyle Y} inférieure à {\displaystyle C}. Tout sous-espace quasi-convexe d'un espace hyperbolique est également hyperbolique.

### Cônes asymptotiques
Tous les cônes asymptotiques d'un espace hyperbolique sont des arbres réels, et cette propriété est caractéristique des espaces hyperboliques.

## Frontière d'un espace hyperbolique
Généralisant la construction des bouts d'un arbre simplicial, on peut définir une notion de points à l'infini d'un espace hyperbolique, qui joue un rôle important dans l'étude des actions de groupe.
On suppose dans cette section que {\displaystyle X} est un espace de longueur hyperbolique.

### Définition à l'aide du produit de Gromov
Une suite {\displaystyle (x_{n})\in X^{\mathbb {N} }} est dite convergente vers l'infini si pour un certain point {\displaystyle p} (et alors pour tous) on a {\displaystyle (x_{n},x_{m})_{p}\rightarrow \infty } quand {\displaystyle n} et {\displaystyle m} tendent vers l'infini. Deux suites {\displaystyle (x_{n}),(y_{n})} convergentes vers l'infini sont équivalentes si{\displaystyle \lim _{n\to +\infty }(x_{n},y_{n})_{p}=+\infty }. La frontière de {\displaystyle X}, notée {\displaystyle \partial X}, est l'ensemble des classes d'équivalence des suites qui convergent vers l'infini.
Si  {\displaystyle \xi ,\eta } sont deux points de la frontière, leur produit de Gromov est défini par {\displaystyle (\xi ,\eta )_{p}=\sup _{(x_{n})=\xi ,(y_{n})=\eta }\left(\liminf _{n,m\to +\infty }(x_{n},y_{m})_{p}\right)}; il est fini si {\displaystyle \xi \neq \eta }. On peut alors définir une topologie métrisable sur  {\displaystyle \partial X} à partir des fonctions {\displaystyle (\cdot ,\xi )},.

### Définition à l'aide de rayons
Soit {\displaystyle \alpha ,\beta } deux plongements quasi-isométriques (en) de {\displaystyle [0,+\infty [} dans {\displaystyle X} (on dit que ce sont des rayons quasi-géodésiques). Ils sont dits équivalents si la fonction {\displaystyle t\mapsto d(\alpha (t),\beta (t))} est bornée sur {\displaystyle [0,+\infty [}. Si l'espace {\displaystyle X} est propre (c'-est-à-dire si toutes les boules fermées sont compactes) alors l'ensemble des classes d'équivalence de ces plongements est homéomorphe à {\displaystyle \partial X}.

### Exemples
Si {\displaystyle X=T} est un arbre, sa frontière est son espace des bouts, lequel est un ensemble de Cantor. Fixant un point {\displaystyle x\in T}, on définit une distance naturelle sur {\displaystyle \partial T} : deux points representés par les rayonss {\displaystyle \alpha ,\beta } d'origine {\displaystyle x} sont à la distance {\displaystyle \exp(-\operatorname {longueur} (\alpha \cap \beta ))}.
Si {\displaystyle X} est le disque de Poincaré, sa métrique hyperbolique est {\displaystyle ds^{2}={4|dz|^{2} \over (1-|z|^{2})^{2}}}, et sa frontière est le cercle unité.

### Classification des isométries selon leur action sur la frontière
Une quasi-isométrie entre deux espaces hyperboliques {\displaystyle X,Y} induit un homéomorphisme entre leurs frontières.
En particulier, le groupe des isométries de {\displaystyle X} agit par homéomorphismes sur {\displaystyle \partial X}. Cette action peut être utilisée pour classifier les isométries en fonction de leur comportement dynamique sur la frontière, généralisant le cas classique de la géométrie hyperbolique. Si {\displaystyle g} est une isométrie de {\displaystyle X}, l'un des trois cas suivants se produit :
1. {\displaystyle g} a une orbite bornée sur {\displaystyle X} (si {\displaystyle X} est propre, cela implique que {\displaystyle g} a un point fixe dans {\displaystyle X}). On dit que {\displaystyle g} est une isométrie elliptique ;
2. {\displaystyle g} a exactement deux points fixes  {\displaystyle \xi _{+},\xi _{-}} sur {\displaystyle \partial X} , et toutes les orbites {\displaystyle \{g^{n}\xi :n\geq 0\},\xi \not =\xi _{-}}s'accumulent seulement sur {\displaystyle \xi _{+}}. On dit que {\displaystyle g} est une isométrie hyperbolique ;
3. {\displaystyle g} a exactement un point fixe sur {\displaystyle \partial X}, et toutes les orbites s'y accumulent. On dit que {\displaystyle g} est une isométrie parabolique.

## Autres exemples
La théorie des groupes hyperboliques fournit d’autres exemples d’espaces hyperboliques ; ainsi, on sait que les  graphes de Cayley de certains modèles de graphes aléatoires sont très souvent hyperboliques.
Il est parfois difficile de montrer que certains espaces sont hyperboliques ; ces démonstrations ont cependant permis de découvrir de nouveaux résultats. Ainsi :
- L'hyperbolicité du complexe des courbes (en)[21] a conduit à de nouveaux résultats sur le groupe des classes d'applications[22].
- De même, l'hyperbolicité de certains graphes associés au groupe des automorphismes extérieurs (le quotient du groupe des automorphismes par le groupe des automorphismes intérieurs) a amené à de nouveaux résultats sur ce groupe[23].